# Chrysops basalis
Chrysops basalis är en tvåvingeart som beskrevs av Tokuichi Shiraki 1918. Chrysops basalis ingår i släktet Chrysops och familjen bromsar. Inga underarter finns listade i Catalogue of Life.